# František Brůna
František Brůna, češkoslovaški rokometaš, * 13. oktober 1944, Dolní Kralovice, Češkoslovaška, † april 2017, Benešov, Češka.
Leta 1972 je na poletnih olimpijskih igrah v Münchnu v sestavi češkoslovaške rokometne reprezentance osvojil srebrno olimpijsko medaljo.